# سه شهیدآباد
سه شهید آباد مربوط به دوره هخامنشی است و در شهرستان خرم بید، بخش مشهد مرغاب، دهستان شهید آباد، سمت راست اتوبان مشهد مرغاب به صفاشهر واقع شده و این اثر در تاریخ ۷ اسفند ۱۳۸۶ با شمارهٔ ثبت ۲۱۴۵۵ به‌عنوان یکی از آثار ملی ایران به ثبت رسیده‌است.